# Rohria
Rohria là một chi thực vật có hoa trong họ Cúc (Asteraceae).

## Loài
Chi Rohria gồm các loài: